# Ingerman, conde de Hesbaye
Ingerman (Ingram, Enguerrand) (c. 750-818), fue un noble franco conde de Hesbaye, sobrino de San Crodegango de Metz, obispo de Metz y, por tanto, nieto de Sigramnus de Hesbaye .

## Biografía
Ingram provenía de una familia noble de Haspengouw, en las cercanías de Lieja. Era sobrino de Crodegango, obispo de Metz.
Ingerman se casó con Rotrude, de padres desconocidos, con la que tuvo una hija:
- Ermengarda . [1] Emparentó con la familia real franca, los carolingios, al casarse con Ludovico Pío, hijo de Carlomagno.